# Château de Puymangou
Le château de Puymangou est une demeure du XVIIe siècle située sur la commune de Saint-Aulaye-Puymangou au point culminant du Pays de Saint-Aulaye, à proximité de la vallée de la Dronne et en bordure de la forêt de la Double. Lui fait face, à l’est, l’église de Puymangou, héritière d’un prieuré du XIe siècle sous le patronage de saint Étienne.

## Historique
Des familles illustres ont été propriétaires du château : les Bouchard d’Aubeterre, alliés aux d’Esparbès de Lussan, puis, à partir de la fin du XVIIe siècle, les Chapelle de Jumilhac.
Le château de Puymangou est mentionné en 1676 lors d'une donation entre vifs de Roger d'Esparbes d'Aubeterre, Comte de Lussan.
Des travaux de restauration, menés principalement de 1994 à 2009, ont redonné à l’ensemble son caractère remarquable du XVIIe siècle.
Le parc, créé à partir de 1988, est en partie de style français avec des topiaires de buis, d’ifs et de charmilles de formes architecturales.

## Architecture
Un corps de logis rectangulaire est flanqué de deux pavillons saillants du côté est, qui est la façade principale sur jardin. L’élévation est du château porte le témoignage, côté sud, d’un premier édifice médiéval dont la limite nord se lit dans une chaîne d’angle, au-delà de la porte d’entrée actuelle. Un agrandissement au XVIIe siècle prolonge la façade vers le nord en lui adjoignant au nord et au sud deux tours couvertes en pavillon. Les tours sont percées çà et là de bouches à feu. Sept cheminées du XVIIe siècle ont été parfaitement conservées.

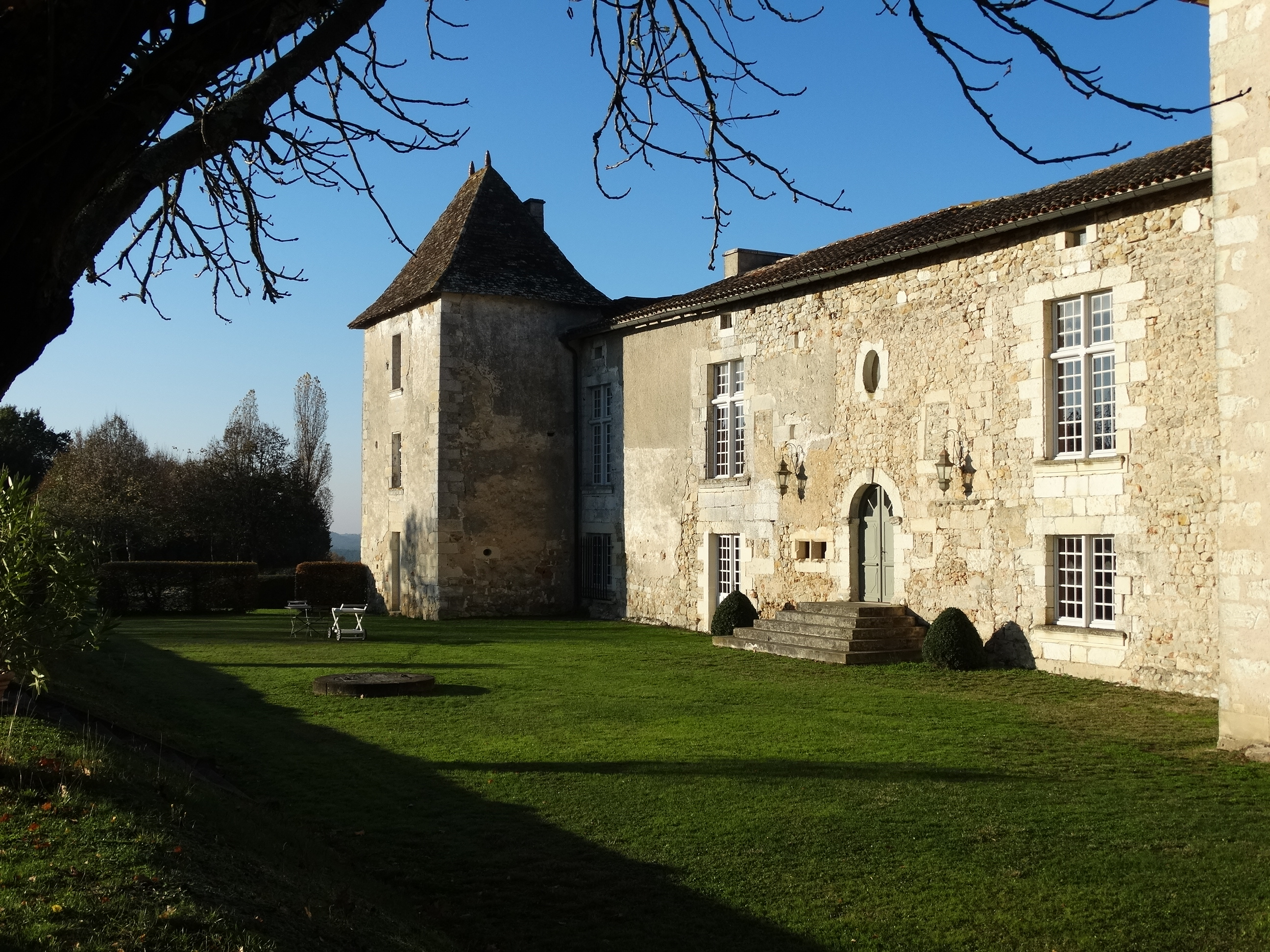
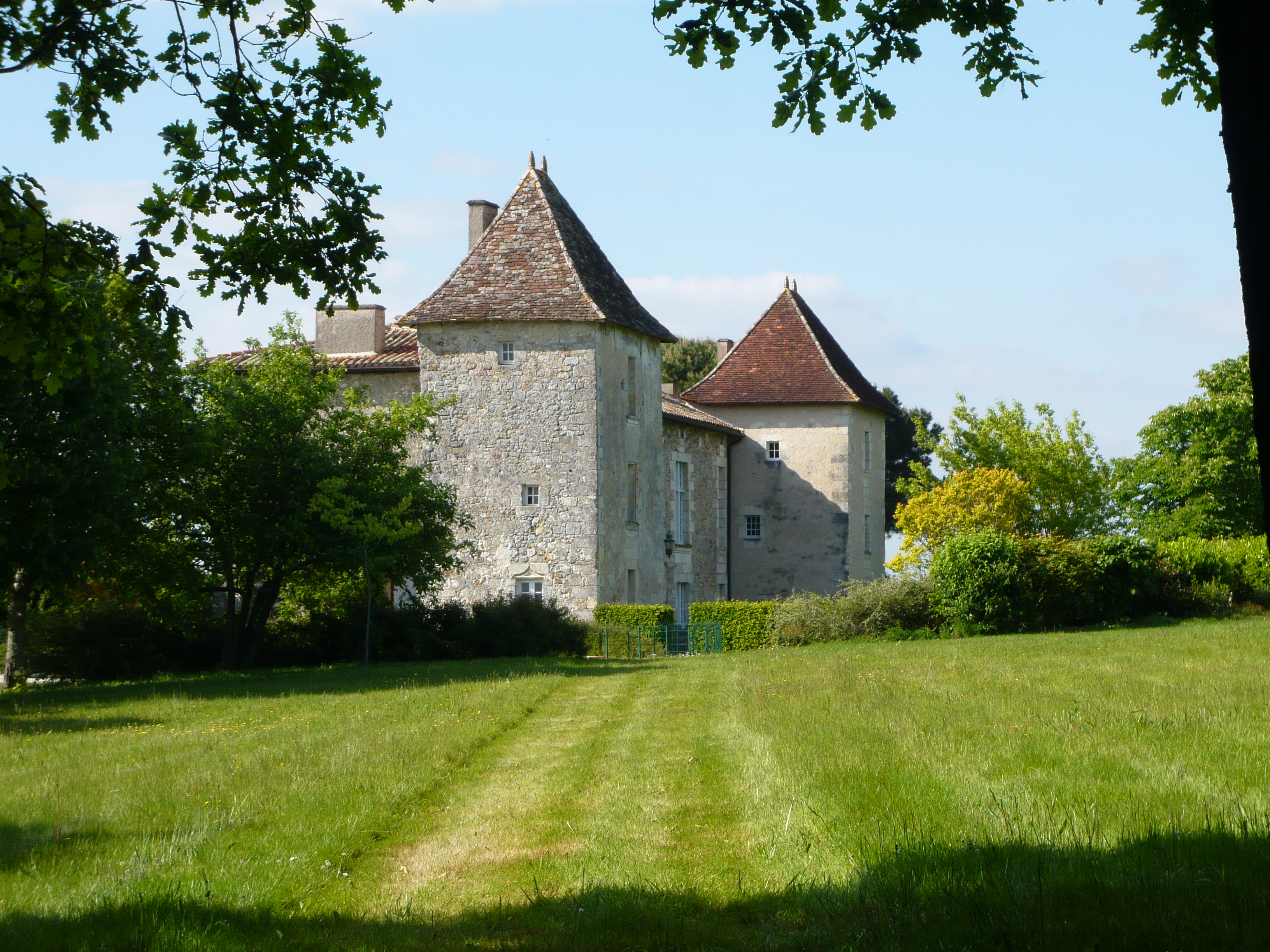
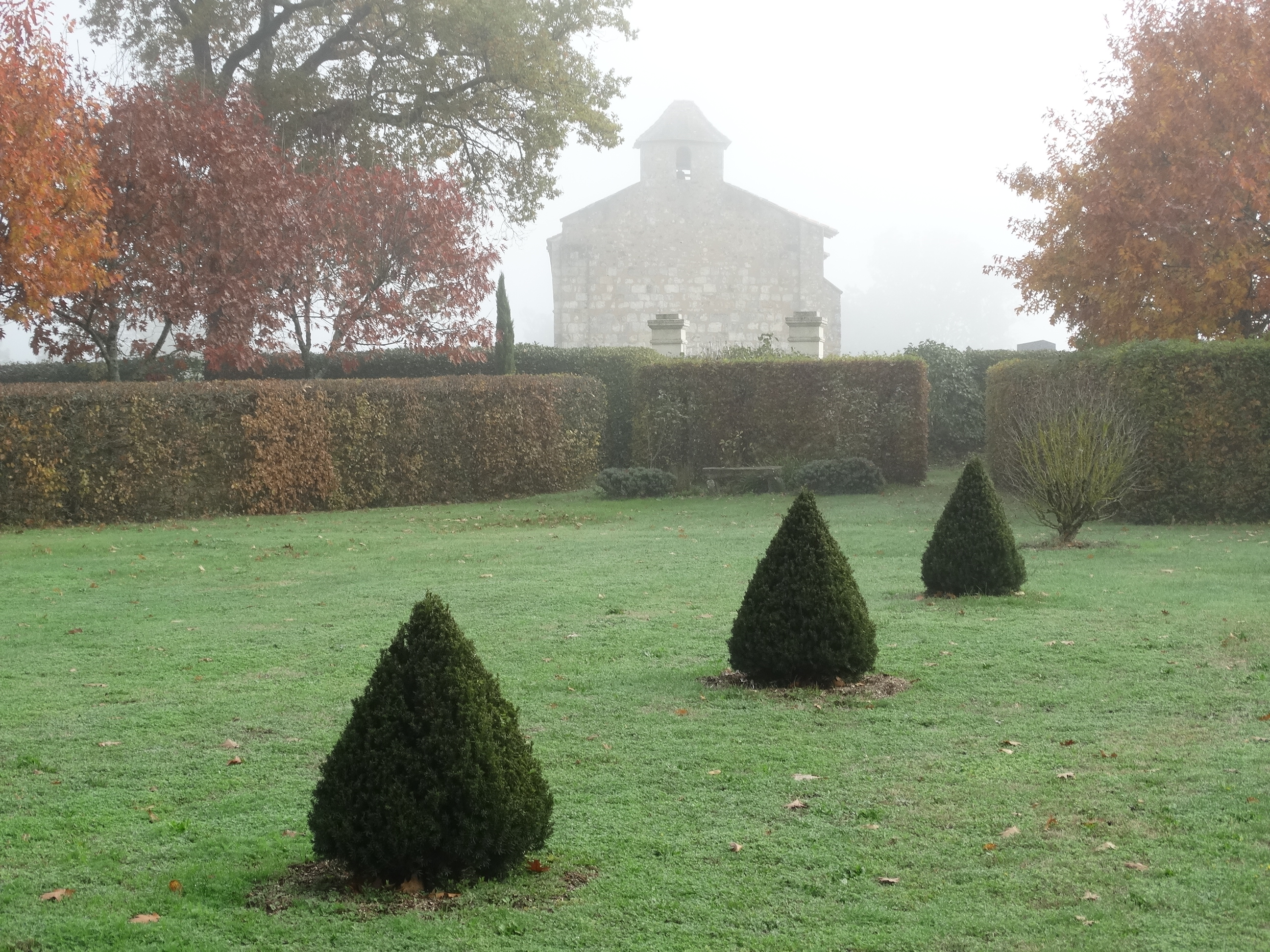
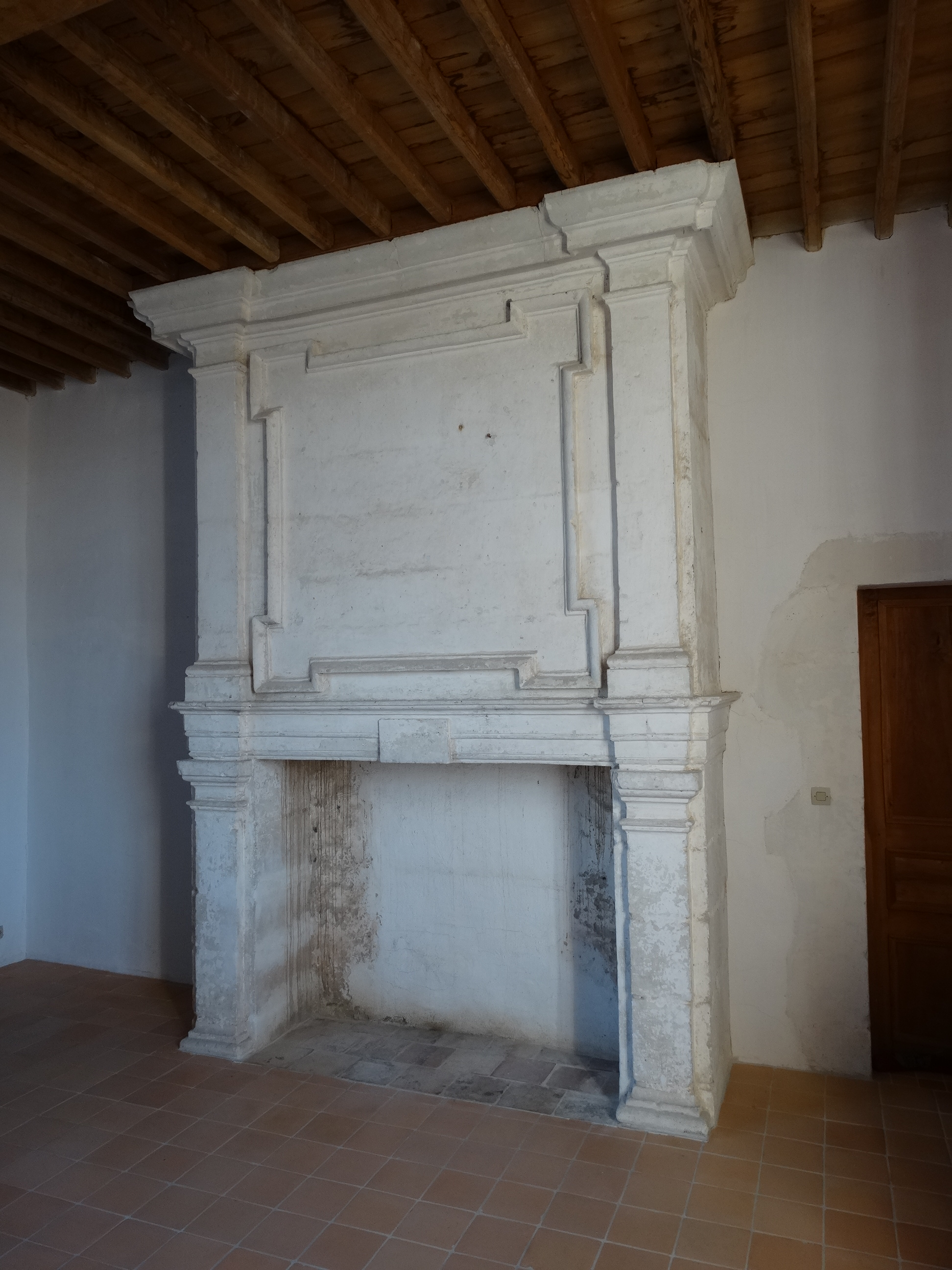